# ジョズエ・デ・カストロ

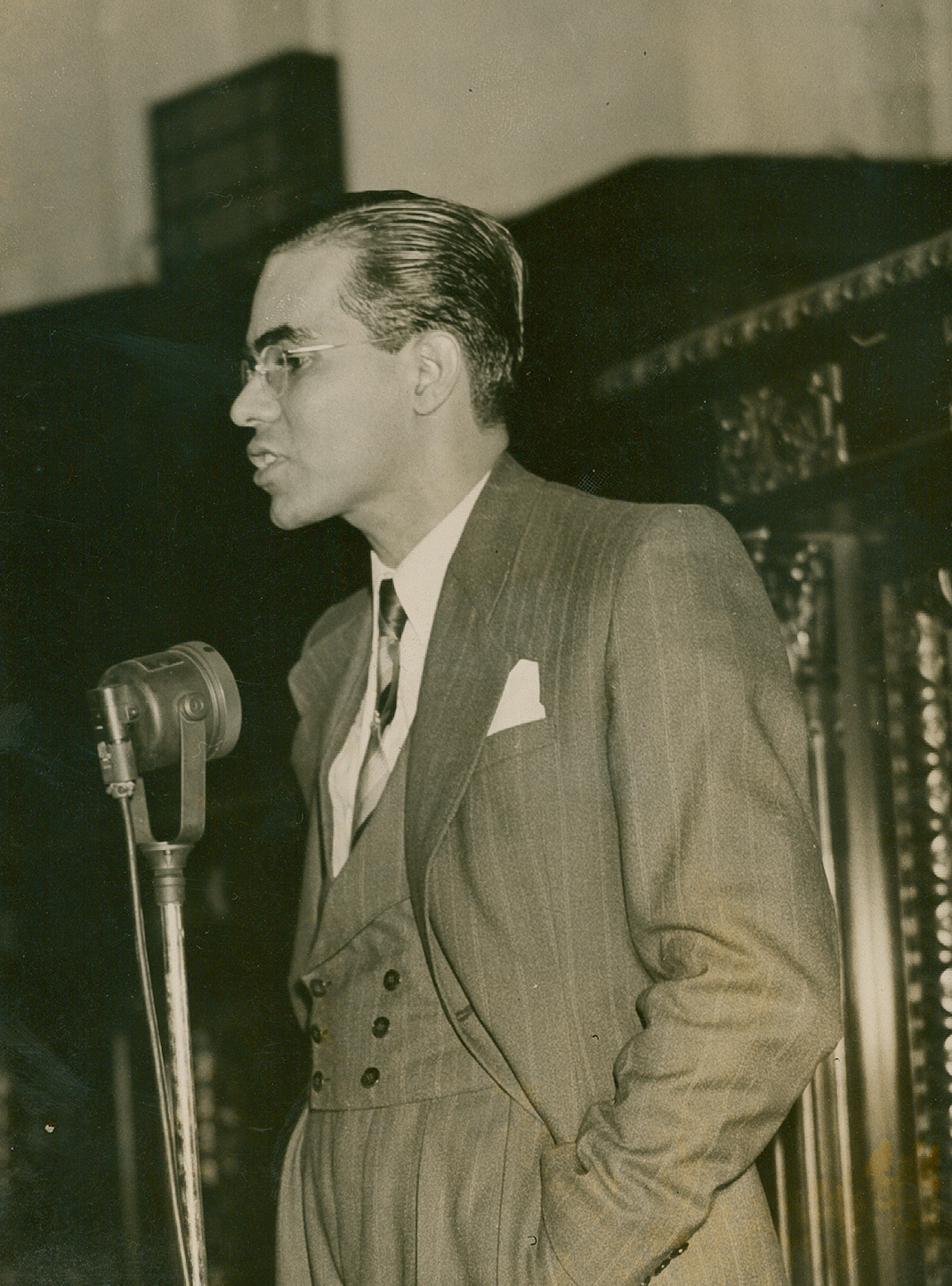
1940年

ジョズエ・デ・カストロ（ポルトガル語: Josué de Castro、1908年9月5日 - 1973年9月24日）は、ブラジルの医師、栄養学者、地理学者、作家、行政官。『飢餓の地政学』により、1952年にフランクリン・D・ルーズベルト財団賞を受賞し、その1955年には国際平和賞を受賞した。